# Tha Chang, Surat Thani
Tha Chang (tiếng Thái: ท่าฉาง) là một huyện (amphoe) ở phía tây của tỉnh Surat Thani, miền nam Thái Lan.
Các huyện giáp ranh là: Chaiya về phía bắc, vịnh Bandon về phía đông, Phunphin, Vibhavadi và Ban Ta Khun về phía nam, và về phía tây là huyện Kapoe của tỉnh Ranong.

## Lịch sử
Tiểu huyện (king amphoe) đã được lập ngày 31 tháng 7 năm 1908, bao gồm tambon Than, Pak Chalui và Sawiat của huyện Phum Riang và Tha Khoei, Tha Chang, Khlong Sai của huyện Phunphin. Tiểu huyện này thuộc của Phum Riang. Đơn vị này đã được nâng cấp thành huyện ngày 1 tháng 8 năm 1938.

## Hành chính
Huyện này được chia thành 6 phó huyện (tambon), tổng cộng có 46 làng (muban). Mỗi một trong số tambon được quản lý bởi một Tổ chức hành chính tambon (TAO), Tha Chang là thị trấn (thesaban tambon) nằm trên một phần của tambon Tha Chang và Khao Than.
| \| STT. \| Tên \| Tên Thái \| Số làng \| Dân số \| \| \| ---- \| ---------- \| -------- \| ------- \| ------ \| \| \| 1. \| Tha Chang \| ท่าฉาง \| 5 \| 5.256 \| \| \| 2. \| Tha Khoei \| ท่าเคย \| 11 \| 5.703 \| \| \| 3. \| Khlong Sai \| คลองไทร \| 9 \| 4.978 \| \| \| 4. \| Khao Than \| เขาถ่าน \| 6 \| 4.613 \| \| \| 5. \| Sawiat \| เสวียด \| 9 \| 4.967 \| \| \| 6. \| Pak Chalui \| ปากฉลุย \| 6 \| 5.496 \| \| | Map of Tambon |          |         |        |  |
| STT. | Tên           | Tên Thái | Số làng | Dân số |  |
| 1. | Tha Chang     | ท่าฉาง    | 5       | 5.256  |  |
| 2. | Tha Khoei     | ท่าเคย    | 11      | 5.703  |  |
| 3. | Khlong Sai    | คลองไทร  | 9       | 4.978  |  |
| 4. | Khao Than     | เขาถ่าน   | 6       | 4.613  |  |
| 5. | Sawiat        | เสวียด    | 9       | 4.967  |  |
| 6. | Pak Chalui    | ปากฉลุย   | 6       | 5.496  |  |